# تيني (أونتاريو)
تيني، أونتاريو (بالإنجليزية: Tiny)‏ هي مدينة كندية تقع في مقاطعة أونتاريو. تبلغ مساحة هذه المدينة 343.186 (كم²)، ويبلغ عدد سكانها 10784 نسمة حسب إحصاء سنة 2006 م، بينما كان يسكنها 9035 نسمة في سنة 2001 م. تحتل هذه المدينة المرتبة رقم 349 بين مدن كندا حسب عدد السكان والمرتبة رقم 133 في المقاطعة. نما عدد السكان في هذه المدينة بنسبة (19.4) بين العامين المذكورين.

## أعلام
- باول مارشان

## وصلات خارجية
- الأطلس الحكومي لكندا
- إحصاءات كندا مع ساعة تعداد السكان نسخة محفوظة 23 مارس 2008 على موقع واي باك مشين.